# Marcela (telenovela)
Marcela é uma telenovela mexicana, produzida pela Televisa e exibida em 1962 pelo Telesistema Mexicano.

## Elenco
- Bárbara Gil
- Aldo Monti
- Aurora Walker
- Felipe del Castillo